# Justin Trudeau
Justin Pierre James Trudeau (Ottawa, 25 dicembre 1971) è un politico canadese, ventitreesimo primo ministro del Canada dal 2015 al 2025 e leader del Partito Liberale del Canada dal 2013 al 2025.
Nato a Ottawa, è figlio di Pierre Trudeau, primo ministro canadese tra gli anni sessanta e ottanta. Ha frequentato il Collège Jean-de-Brébeuf di Montreal, e si è laureato prima all'Università McGill, una delle più prestigiose al mondo, nel 1994 con un Bachelor of Arts in letteratura, e in seguito presso l'Università della Columbia Britannica con un Bachelor of Education nel 1998. Dopo la laurea ha insegnato francese, scienze umanistiche, matematica e teatro nelle scuole secondarie a Vancouver. Inizialmente trasferitosi di nuovo a Montreal nel 2002 per approfondire i suoi studi, il lavoro relativo ai giovani e alle questioni ambientali sarebbe poi diventato il suo obiettivo principale, e oggi è presidente dell'associazione benefica per i giovani Katimavik, come direttore della Canadian Avalanche Association, organizzazione senza scopo di lucro ed è stato nominato presidente dellaTask Force sul rinnovamento giovanile dai liberali nel 2006.
Membro del Partito Liberale, è stato capo dell'opposizione per temi riguardanti multiculturalismo e integrazione nel 2009, mentre nel 2013 diventa leader del suo partito.
Nel 2015 vince le elezioni federali, divenendo il primo capo del governo del Canada figlio di un suo predecessore, oltre che essere il secondo più giovane della storia del suo Paese. Le politiche principali affrontate nel suo primo mandato (2015-2019) sono state la legalizzazione della cannabis nel 2018 e la tassa federale sul carbonio, mentre in politica estera è stato uno tra i firmatari dell'accordo Stati Uniti-Messico-Canada, l'accordo transpacifico per il partenariato e l'accordo di Parigi sul cambiamento climatico.
Alle elezioni federali del 2019, Trudeau perde la sua maggioranza assoluta, costretto perciò a formare un governo di minoranza. Nel suo secondo mandato (2019-2021) ha dovuto affrontare la crisi economico-sanitaria legata alla pandemia di COVID-19 e ha annunciato il divieto di armi d'assalto per gli attacchi in Nuova Scozia nel 2020. 
Dopo aver sciolto il parlamento nell'agosto 2021 e aver indetto le elezioni per il successivo 20 settembre, non è riuscito comunque ad avere una maggioranza assoluta, formando un secondo governo di minoranza. Durante il suo terzo mandato (dal 2021) nel 2022 ha invocato l'Emergencies Act in risposta alle proteste contro l'obbligo vaccinale, e ha risposto all'invasione russa dell'Ucraina mandando armi e munizioni all'Ucraina, oltre a dover gestire le crisi innescate dall'inflazione e dalla guerra di Gaza.
Nel gennaio 2025 annuncia le proprie dimissioni dalla carica di Primo ministro del Canada, effettive dal momento della nomina del suo successore.

## Biografia
Primogenito dell'ex primo ministro Pierre Trudeau e di Margaret Sinclair, ha conseguito due lauree: la prima in lingue all'Università McGill, dove ha discusso una tesi in letteratura inglese, la seconda in scienze dell'educazione all'Università della Columbia Britannica.

## Carriera politica
È stato eletto membro del Parlamento per il collegio (riding) di Papineau nel 2008, 2011 e 2015. Il 14 aprile 2013 vince la leadership del Partito Liberale del Canada ottenendo l'80,1% dei consensi.

### Primo ministro
Nelle elezioni federali del 19 ottobre 2015, Trudeau ottiene con i liberali una larga vittoria conquistando 184 seggi su 338 con il 39,5% dei voti. Il suo partito ha guadagnato quindi ben 150 seggi in più rispetto al 2011, il secondo miglior risultato nella storia del partito. I liberali hanno ottenuto i risultati migliori nella parte orientale del Paese, conquistando, oltre a tutti i seggi del Canada atlantico e di Toronto, anche 40 seggi del Québec, miglior risultato in tale provincia dal 1980. Per la prima volta quello che era il terzo partito è diventato il primo con la maggioranza assoluta del Parlamento.
Trudeau diventa primo ministro subentrando al conservatore Stephen Harper e giurando con il suo governo nelle mani del governatore generale David Johnston il 4 novembre 2015. Trudeau dichiara che le sue priorità erano di abbassare le tasse per la classe media e di alzarle per l'1% della popolazione più ricca, di ricostruire le relazioni con la popolazione indigena e di governare in modo aperto, etico e trasparente. Promette anche di aumentare la spesa pubblica e di tornare ad un bilancio in pareggio nel 2019.. Così a partire dal 2016 il disavanzo ammonta a circa 20 miliardi di dollari ogni anno. Situazione ritenuta sostenibile in un periodo di crescita economica ma non quando l'economia rallenta, tanto è vero che nel 2019 il ministro delle finanze dovrà riconoscere il fallimento della promessa di un ritorno a un bilancio in pareggio e che bisognerà attendere "almeno il 2040" prima di ritrovarlo.
Il governo attraversa una crisi politica nei mesi di febbraio e marzo 2019, con le dimissioni di diversi ministri e consiglieri. Il ministro della giustizia Jody Wilson-Raybould accusa Justin Trudeau e il suo entourage di averle fatto pressione per intervenire a favore del gruppo edile SNC-Lavalin, coinvolto in scandali di corruzione. Il consigliere capo del primo ministro, Gerald Butts, si è dimesso, così come il ministro del bilancio Jane Philpott, che ha spiegato che non si fidava più di Trudeau.
Nell'aprile 2019, il governo ha autorizzato l'allevamento di salmoni transgenici. Questi salmoni, che producono più ormone della crescita, crescono due volte più velocemente del normale salmone. In giugno, ha scelto di riprendere i lavori per l'espansione del gasdotto Trans Mountain sulla costa occidentale del Canada. La decisione è accolta con favore dall'industria petrolifera, ma criticata dagli ambientalisti. Una volta completato, il progetto potrebbe generare circa 330 milioni di euro all'anno, ma anche comportare un ulteriore aumento di 15 milioni di tonnellate delle emissioni di gas serra del Canada.
Nelle elezioni dell'ottobre 2019 il Partito Liberale resta primo in seggi, confermando Trudeau, ma con un governo di minoranza dopo aver perso la maggioranza assoluta in Parlamento: 157 seggi, venti in meno rispetto al 2015. Successivamente il governo si trova ad affrontare la pandemia di COVID-19 nel Paese, con i conseguenti effetti economici. Il 15 agosto 2021 decide di sciogliere le camere e di andare al voto il successivo 20 settembre.
L'elezione del 2021 conferma il governo di minoranza del Partito Liberale, in un quadro politico sostanzialmente simile al precedente del 2019. Per governare i liberali hanno quindi concordato un appoggio esterno con il Nuovo Partito Democratico di centro-sinistra. In cambio dell'appoggio i neodemocratici hanno negoziato moderate espansioni dello stato sociale.
In seguito a una progressiva erosione di consensi dovuta a questioni economiche, nella seconda metà del 2024 l'esecutivo di Trudeau si trova ad affrontare diversi colpi alla stabilità, tra cui la fine anticipata dell'appoggio esterno decisa dai neodemocratici e le dimissioni di vari ministri. Dopo un rimpasto di governo e pressioni da ministri e parlamentari liberali, il 6 gennaio 2025 Trudeau annuncia le sue dimissioni, effettive dopo la nomina del successore tramite elezioni interne al partito.
Durante il periodo di attesa della nomina Trudeau ha affrontato i primi effetti della seconda presidenza di Donald Trump, con i conseguenti cambiamenti in politica estera ed economica. In particolare il Canada è stato tra i primi Paesi colpiti dall'ampia scala di dazi decisi dalll'amministrazione Trump. Trudeau ha dettato una linea rigidamente contraria alle nuove politiche statunitensi.
Il 10 marzo 2025 le elezioni dei liberali nominano come successore l'economista Mark Carney, che il 14 marzo succede ufficialmente a Trudeau come capo di governo. Con un rimbalzo di consensi per il partito, Carney ha chiesto e ottenuto le elezioni anticipate, poi vinte con un governo di minoranza. Trudeau non si è ricandidato nel suo seggio di Papineau.

#### Politica interna

##### Aborto
In vista delle elezioni 2015, Trudeau ha dichiarato l'intenzione di formare un governo pro choice – a favore della scelta – aggiungendo anche che eventuali candidati anti-abortisti non avrebbero potuto correre con il suo Partito Liberale. Questa posizione era in linea con una risoluzione approvata dalla maggioranza dei membri del partito alla convenzione politica dei liberali del 2012. La posizione di Trudeau è stata criticata dai cattolici conservatori: anche il cardinale di Toronto Thomas Christopher Collins gli scrisse per esortarlo a cambiare idea, ma Trudeau difese il proprio pensiero.

##### Diritti delle donne
Trudeau si è dichiarato femminista, affermando anche che il Partito Liberale è inequivocabile nella sua difesa dei diritti delle donne. In più di un'occasione ha rimosso politici che avrebbero avuto comportamenti inappropriati.

##### Droghe leggere
Già prima della sua elezione a primo ministro, Trudeau aveva affermato la sua posizione a favore della legalizzazione in Canada.
La legge sulla legalizzazione della cannabis per uso ricreativo (Cannabis Act) è stata approvata dalla Camera dei comuni nel novembre 2017. Nel giugno 2018 il Senato ha poi approvato la versione finale del testo. A partire dal 17 ottobre 2018, la cannabis è legale in Canada sia per uso ricreativo che medicinale.
Nel 2020 uno storico gruppo heavy metal canadese, gli Anvil, ha dedicato un album alla legge sulla legalizzazione della cannabis: Legal at last, ribattezzando Trudeau col nomignolo di "True-dope".

##### Immigrazione
Nel 2017, il governo di Trudeau ha annunciato che il Canada avrebbe accolto quasi un milione di immigrati nel giro dei successivi tre anni. Il piano prevederebbe 310.000 nuovi arrivi nel 2018, 330.000 nel 2019 e 340.000 nel 2020.

##### Infrastrutture
Durante la campagna elettorale del 2015, Trudeau ha affermato che – nel caso in cui fosse nominato primo ministro – implementerebbe un piano infrastrutturale della durata di dieci anni per un valore di 60 miliardi di dollari canadesi (42 miliardi di dollari statunitensi). A seguito della sua vittoria elettorale del 2016, Trudeau ha annunciato un piano infrastrutturale di 12 anni per 180 miliardi di dollari canadesi, con particolare attenzione ai trasporti pubblici, alle infrastrutture nelle comunità rurali e nelle regioni settentrionali del Canada, alle infrastrutture verdi e alle abitazioni a prezzi accessibili.

##### Libertà religiosa
Trudeau si è schierato apertamente contro l'introduzione della cosiddetta Carta dei valori del Quebec, proposta dal Parti Québécois nella provincia del Québec nel 2013. Essa avrebbe dovuto contenere alcune limitazioni ai dipendenti del settore pubblico, tra cui il divieto di utilizzare sul luogo di lavoro simboli religiosi come per esempio kippah, hijab o niqāb.

#### Politica estera

##### Stati Uniti

###### Trudeau e Obama
Il presidente Barack Obama e il primo ministro Justin Trudeau si sono incontrati formalmente per la prima volta al vertice dell'APEC a Manila, nelle Filippine, nel novembre 2015, quasi una settimana dopo che quest'ultimo ha prestato il giuramento. Entrambi i leader hanno espresso entusiasmo per una maggiore cooperazione e coordinamento tra i due Paesi nel corso del governo di Trudeau con il primo ministro canadese che prometteva una "migliorata partnership Canada-USA". 
Il 6 novembre 2015, Obama ha annunciato il rifiuto da parte del Dipartimento di Stato degli Stati Uniti dell'oleodotto Keystone XL, la quarta fase del sistema di oleodotti Keystone che collega il Canada e gli Stati Uniti, al quale Trudeau ha espresso disappunto ma ha affermato che il rifiuto non danneggerebbe le relazioni Canada-USA e fornirebbe invece un "nuovo inizio" per rafforzare i legami attraverso la cooperazione e il coordinamento, affermando che "la relazione Canada-USA è molto più grande di qualsiasi progetto". Da allora Obama ha elogiato gli sforzi di Trudeau per dare priorità alla riduzione del cambiamento climatico, definendolo "straordinariamente utile" nello stabilire un consenso mondiale sull'affrontare la questione.
Sebbene Trudeau abbia comunicato a Obama i suoi piani per ritirare i jet canadesi McDonnell Douglas F-18C Hornet che collaborano all'intervento guidato dagli americani contro l'ISIL, Trudeau ha affermato che il Canada "farà ancora più della sua parte" nella lotta al gruppo terroristico aumentando il numero di membri delle forze speciali canadesi si addestrano e combattono a terra in Iraq e Siria.
Trudeau ha visitato la Casa Bianca per una visita ufficiale e una cena di stato il 10 marzo 2016. È stato riferito che Trudeau e Obama hanno condiviso cordiali rapporti personali durante la visita, facendo commenti umoristici su quale Paese era più bravo a hockey e quale Paese aveva birra migliore. Obama si è complimentato con la campagna elettorale di Trudeau del 2015 per il suo "messaggio di speranza e cambiamento" e "visione positiva e ottimista". Obama e Trudeau hanno anche tenuto discussioni "produttive" sui cambiamenti climatici e le relazioni tra i due Paesi, e Trudeau ha invitato Obama a parlare al parlamento canadese a Ottawa nel corso dell'anno.

###### Trudeau e Trump
Dopo la vittoria di Donald Trump alle elezioni presidenziali statunitensi del 2016, Trudeau si è congratulato con lui e lo ha invitato a visitare il Canada il prima possibile. Il primo ministro Trudeau e il presidente Trump si sono incontrati formalmente per la prima volta alla Casa Bianca il 13 febbraio 2017, quasi un mese dopo che Trump ha prestato giuramento. Trump ha aumentato le tensioni nelle relazioni con il Canada per via delle tariffe su molti prodotti canadesi. 
Nel 2018, Trump e Trudeau hanno negoziato l'Accordo Stati Uniti-Messico-Canada (USMCA), un accordo di libero scambio concluso tra Canada, Messico e Stati Uniti che è succeduto all'Accordo nordamericano per il libero scambio (NAFTA). L'accordo è stato definito "NAFTA 2.0", o "Nuovo NAFTA" poiché molte disposizioni del NAFTA sono state incorporate e le sue modifiche sono state considerate in gran parte incrementali. Il 1º luglio 2020, l'USMCA è entrato in vigore in tutti gli Stati membri.
Nel giugno 2018, dopo che Trudeau ha spiegato che i canadesi non sarebbero stati "presi in giro" dalle tariffe Trump sull'alluminio e l'acciaio del Canada, Trump ha etichettato Trudeau come "disonesto" e "mite" e ha accusato Trudeau di fare "dichiarazioni false", sebbene non è chiaro a quali dichiarazioni si riferisse Trump. Il consigliere di Trump per il commercio, Peter Navarro, ha affermato che c'era un "posto speciale all'inferno" per Trudeau poiché impiegava "la diplomazia in malafede con il presidente Donald J. Trump e poi cerca di pugnalarlo alle spalle mentre esce dalla porta. .. viene proprio dall'Air Force One ." 
Nel giugno 2019, il portavoce del Dipartimento di Stato degli Stati Uniti Morgan Ortagus ha affermato che gli Stati Uniti "considerano l'affermazione del Canada secondo cui le acque del passaggio a nord-ovest sono acque interne del Canada come incompatibile con il diritto internazionale".

###### Trudeau e Biden
Dopo la vittoria di Joe Biden nelle elezioni presidenziali statunitensi del 2020, Trudeau si è congratulato con lui per la sua vittoria di successo; indicando un miglioramento significativo nel rapporto Canada-USA; che era stato messo a dura prova negli anni precedenti durante la presidenza di Donald Trump.
Il 22 gennaio 2021, Biden e Trudeau tennero la loro prima telefonata. Trudeau è stato il primo leader straniero a ricevere una telefonata da Biden in qualità di presidente. 
Il 23 febbraio 2021, Biden e Trudeau hanno tenuto il loro primo incontro bilaterale. Sebbene virtuale, l'incontro bilaterale è stato il primo di Biden come presidente. I due leader hanno discusso, tra gli altri argomenti, di COVID-19, ripresa economica, cambiamento climatico, rifugiati e migrazione.

## Vita privata
È stato sposato dal 28 maggio 2005 al 2 agosto 2023 con Sophie Grégoire Trudeau, conduttrice televisiva e insegnante di yoga. Hanno tre figli: Xavier James (2007), Ella-Grace Margaret (2009) e Hadrien Grégoire (2014).